# جوئل مولر
جوئل مولر (انگلیسی: Joël Müller؛ زادهٔ ۲ ژانویهٔ ۱۹۵۲) بازیکن فوتبال اهل فرانسه است.
از باشگاه‌هایی که در آن بازی کرده‌است می‌توان به باشگاه فوتبال المپیک لیون، باشگاه فوتبال متس، و باشگاه فوتبال نیس اشاره کرد.